# Graciano Dias
Graciano Dias (Caldas da Rainha, 1981) é um ator português. Graciano Dias é mais conhecido pelos trabalhos em Os Maias: Cenas da Vida Romântica (2014) e Amar Demais (2020).

## Filmografia

### Cinema
| Ano  | Filme                             | Personagem        | Nota(s)        |
| ---- | --------------------------------- | ----------------- | -------------- |
| 2010 | Filme do Desassossego             | empregado de mesa |                |
| 2011 | Sisyfos' Dance                    | Albert            | Curta-metragem |
| 2014 | Coro dos Amantes                  | Polícia           | Curta-metragem |
| 2014 | Os Maias: Cenas da Vida Romântica | Carlos da Maia    |                |
| 2017 | Jacinta                           | Artur Santos      |                |
| 2018 | Soldado Milhões                   | Jaime Cortesão    |                |

### Televisão
| Ano         | Projeto                 | Papel                             | Nota(s)               | canal |
| ----------- | ----------------------- | --------------------------------- | --------------------- | ----- |
| 2000 - 2001 | Ajuste de Contas        | Colega de Francisco               | Elenco Adicional      | RTP1  |
| 2005        | Carolina, Fernando e Eu | Joaquim                           | Elenco Principal      | RTP1  |
| 2012        | Perdidamente Florbela   | Alberto                           | 2 episódios           | RTP1  |
| 2014        | O Beijo do Escorpião    | Rolando                           | Elenco Adicional      | TVI   |
| 2015        | A Única Mulher          | Diogo Mendonça                    | Antagonista           | TVI   |
| 2015        | Os Maias                | Carlos da Maia                    | Protagonista          | RTP1  |
| 2016 - 2017 | A Impostora             | Daniel Figueiredo                 | Elenco Principal      | TVI   |
| 2017        | Inspetor Max            | Helder                            | Participação especial | TVI   |
| 2017 - 2018 | Jogo Duplo              | Tiago Venâncio                    | Elenco Principal      | TVI   |
| 2018        | Onde Está Elisa?        | José «Zé» Pedro Lemos             | Elenco Principal      | TVI   |
| 2018        | Verão M                 | Manuel Vilar                      | Elenco Principal      | RTP1  |
| 2018        | Soldado Milhões         | Jaime Cortesão                    | Elenco Principal      | RTP1  |
| 2019        | Solteira e Boa Rapariga | João                              | Elenco Principal      | RTP1  |
| 2019 - 2020 | Luz Vermelha            | Inspector José Nuno               | Elenco Principal      | RTP1  |
| 2019 - 2020 | Prisioneira             | James Marques Farrel              | Elenco Principal      | TVI   |
| 2020 - 2021 | Amar Demais             | José Carlos «Zeca» Soares Goulart | Protagonista          | TVI   |
| 2023        | Contado Por Mulheres    | Sargento                          | Elenco Adicional      | RTP1  |
| 2023 - 2024 | Morangos com Açúcar     | Alberto "Beto" Charrua            | Elenco Principal      | TVI   |
| 2024 - 2025 | Senhora do Mar          | Óscar Ramos                       | Elenco Principal      | SIC   |

## Prémios e indicações
| Ano  | Premiação              | Categoria | Trabalho indicado                 | Resultado |
| ---- | ---------------------- | --- | --------------------------------- | --------- |
| 2015 | Cinema Bloggers Awards | Melhor Ator – Nacional | Os Maias: Cenas da Vida Romântica | Indicado  |
| 2015 | Globos de Ouro         | Melhor Ator – Cinema | Os Maias: Cenas da Vida Romântica | Indicado  |
| 2015 | CinEuphoria Awards     | Competição Nacional — Melhor Ator[carece de fontes?] | Os Maias: Cenas da Vida Romântica | Indicado  |
| 2015 | CinEuphoria Awards     | Competição Nacional — Melhor Conjunto (com Rita Blanco, Nuno Casanovas, Maria Flor, Pedro Inês, Pedro Lacerda, Adriano Luz, Hugo Mestre Amaro, Nuno Pardal, João Perry, Maria João Pinho, Marcello Urgeghe, Filipe Vargas, João Pedro Vaz, Catarina Wallenstein)[carece de fontes?] | Os Maias: Cenas da Vida Romântica | Venceu    |
| 2015 | Prémios Sophia         | Melhor ator principal | Os Maias                          | Indicado  |
| 2021 | Prémios Fantastic      | Melhor Ator Protagonista — Televisão | Amar Demais                       | Indicado  |